# Balon obserwacyjny Caquot

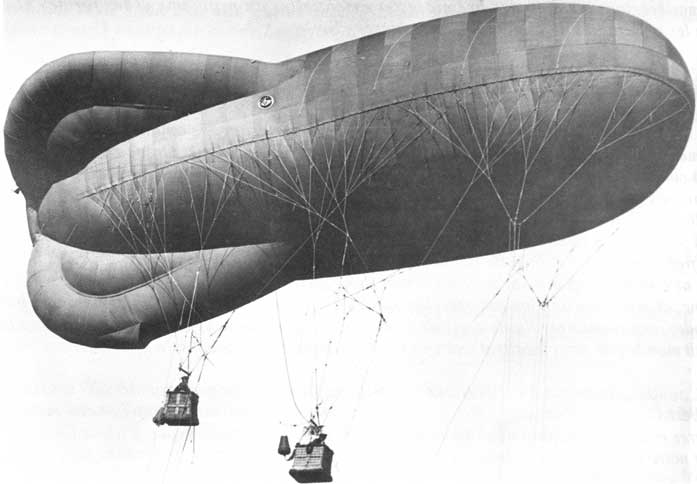
Balon Caquota

Balon obserwacyjny Caquota – seria balonów obserwacyjnych konstrukcji francuskiej, z okresu I wojny światowej będących rozwinięciem idei aerodynamicznie stabilizowanych balonów, zapoczątkowanych przez niemieckie balony Parsevala-Sigsfelda.
Na początku I wojny światowej okazało się, że balony obserwacyjne, których użytkowanie zarzucono we Francji w 1912, są niezbędne na polu bitwy, a Niemcy wykorzystują je w wielkiej liczbie. Albert Caquot zaprojektował balon, który – podobnie jak niemieckie balony Parsevala-Sigsfelda – był stabilizowany aerodynamicznie. W tym celu posiadał z tyłu wydłużonego korpusu, w kształcie pękatego cygara, trzy stateczniki (także nadmuchiwane, podobnie jak główna czasza) rozmieszczone symetrycznie co 120°. Balony te okazały się bardzo stabilne, nawet przy silnym wietrze.
Początkowe modele miały oznaczenia L i M, a ostatecznie balony Caquota produkowano w czterech wersjach różnej pojemności:
- P – 750 m³ (nośność – dwóch obserwatorów na wysokości 500 m);
- P2 – 820 m³;
- M2 – 930 m³;
- R – 1000 m³ (nośność – dwóch obserwatorów na wysokości 1000 m lub trzech na 500 m).

Flota francuska używała typów P i P2 dla ochrony mniejszych jednostek przed atakami niemieckich U-Bootów, a typu R do kierowania ognia większych okrętów. W lipcu 1918 posiadała prawie 200 balonów i 24 jednostki przystosowane do współpracy z nimi. Armia francuska sformowała 76 kompanii balonowych w czasie I wojny światowej, wyposażonych w balony Caquota.

## Caquot typ R w Polsce
Pierwsze pełnowartościowe balony Caquota typu R wraz z dźwigarkami i kompletem wyposażenia technicznego, dotarły do Polski pod koniec 1919. Na przełomie 1919/1920 dostarczono około 15 balonów, które stały się standardowym wyposażeniem kompanii wojsk balonowych. Od 1927 zaczęto je stopniowo wycofywać, zastępując je sprzętem produkowanym w kraju.